# Raphaël Pollet
Raphaël Léonard Dominique Joseph Pollet (Doornik, 11 oktober 1791 - 30 mei 1857) was een Belgisch senator.

## Levensloop
Hij was een zoon van de zeep- en oliefabrikant Simon Pollet en van Marie-Catherine Tonnelier. Hij trouwde met Marie-Louis Pollet.
Hij volgde zijn vader op in de fabricatie van zeep en olie en stichtte de vennootschap Raphaël Pollet et fils.
Van 1848 tot 1857 was hij gemeenteraadslid van Doornik.
In 1851 werd hij verkozen tot katholiek senator voor het arrondissement Doornik en vervulde dit mandaat tot aan zijn dood.
In Doornik was hij:
- armenmeester van de parochie Saint-Brice,
- lid van de Kamer van Koophandel,
- consulair rechter bij de rechtbank van koophandel,
- bestuurder van het Weldadigheidsbureau,
- kapitein van de Burgerwacht.